# Gobierno Zhelyazkov
El gobierno de Rosen Zhelyazkov ejerce el poder ejecutivo de Bulgaria, a partir del 16 de enero de 2025. Encabezado por el político Rosen Zhelyazkov, el gobierno está integrado por los partidos políticos Ciudadanos por el Desarrollo Europeo de Bulgaria-Unión de Fuerzas Democráticas (GERB-SDS), Coalición por Bulgaria (BSP) y Existe Tal Pueblo (ITN).

## Mandato
Este gobierno está dirigido por el primer ministro conservador Rosen Zhelyazkov. Está formado y apoyado por una gran coalición entre Ciudadanos por el Desarrollo Europeo de Bulgaria-Unión de Fuerzas Democráticas (GERB-SDS), Coalición por Bulgaria (BSP) y Existe Tal Pueblo (ITN). Juntos tienen 107 diputados de 240 de los escaños en la Asamblea Nacional de Bulgaria.

## Apoyo parlamentario
| Cámara            | Candidato        | Fecha                                                  | Voto |    |    | VAZ | DPS-NN |    | MECh | APS |    | Total   |
| ----------------- | ---------------- | ------------------------------------------------------ | ---- | -- | -- | --- | ------ | -- | ---- | --- | -- | ------- |
| Asamblea Nacional | Rosen Zhelyazkov | 16 de enero de 2025 Mayoría simple requerida (121/240) | Sí   | 68 |    |     |        | 20 |      | 19  | 18 | 125/240 |
| Asamblea Nacional | Rosen Zhelyazkov | 16 de enero de 2025 Mayoría simple requerida (121/240) | No   |    | 37 | 35  | 30     |    | 12   |     |    | 114/240 |
| Asamblea Nacional | Rosen Zhelyazkov | 16 de enero de 2025 Mayoría simple requerida (121/240) | Aus. | 1  |    |     |        |    |      |     |    | 1/240   |

## Gabinete Ministerial
Ciudadanos por el Desarrollo Europeo de Bulgaria-Unión de Fuerzas Democráticas
     Independientes nominados por Ciudadanos por el Desarrollo Europeo de Bulgaria-Unión de Fuerzas Democráticas
     Coalición por Bulgaria
     Existe Tal Pueblo

### Primer ministro de la República de Bulgaria
| Fotografía | Primer ministro  | Período             | Período     | Partido | Partido |
| Fotografía | Primer ministro  | Inicio              | Fin         | Partido | Partido |
| ---------- | ---------------- | ------------------- | ----------- | ------- | ------- |
|            | Rosen Zhelyazkov | 16 de enero de 2025 | En el cargo |         |         |

### Vice primeros ministros de la República de Bulgaria
| Fotografía | Titular           | Período             | Período     | Partido | Partido |
| Fotografía | Titular           | Inicio              | Fin         | Partido | Partido |
| ---------- | ----------------- | ------------------- | ----------- | ------- | ------- |
|            | Atanas Zafirov    | 16 de enero de 2025 | En el cargo |         |         |
|            | Tomislav Donchev  | 16 de enero de 2025 | En el cargo |         |         |
|            | Grozdan Karadzhov | 16 de enero de 2025 | En el cargo |         |         |

### Ministerios
| Ministerio                           | Fotografía | Titular            | Período                                     | Período     | Partido | Partido | Ref   |
| Ministerio                           | Fotografía | Titular            | Inicio                                      | Fin         | Partido | Partido | Ref   |
| ------------------------------------ | ---------- | ------------------ | ------------------------------------------- | ----------- | ------- | ------- | ----- |
| Agricultura y Alimentación           |            | Georgi Tahov       | 22 de abril de 2024 (Del Anterior Gobierno) | En el cargo |         |         | [ 4 ] |
| Asuntos Exteriores                   |            | Georg Georgiev     | 16 de enero de 2025                         | En el cargo |         |         | [ 5 ] |
| Cultura                              |            | Marian Bachev      | 16 de enero de 2025                         | En el cargo |         |         |       |
| Defensa                              |            | Atanas Zapryanov   | 9 de abril de 2024 (Del Anterior Gobierno)  | En el cargo |         |         | [ 6 ] |
| Desarrollo Regional y Obras Públicas |            | Ivan Ivanov        | 16 de enero de 2025                         | En el cargo |         |         |       |
| Economía e Industria                 |            | Petar Dilov        | 16 de enero de 2025                         | En el cargo |         |         |       |
| Educación y Ciencia                  |            | Krasimir Valchev   | 16 de enero de 2025                         | En el cargo |         |         |       |
| Energía                              |            | Zhecho Stankov     | 16 de enero de 2025                         | En el cargo |         |         |       |
| Finanzas                             |            | Temenuzhka Petkova | 16 de enero de 2025                         | En el cargo |         |         | [ 7 ] |
| Gestión Electrónica                  |            | Valentin Mundrov   | 9 de abril de 2024 (Del Anterior Gobierno)  | En el cargo |         |         |       |
| Innovación y Crecimiento             |            | Tomislav Donchev   | 16 de enero de 2025                         | En el cargo |         |         |       |
| Interior                             |            | Daniel Mitov       | 16 de enero de 2025                         | En el cargo |         |         |       |
| Justicia                             |            | Georgi Georgiev    | 16 de enero de 2025                         | En el cargo |         |         |       |
| Juventud y Deportes                  |            | Ivan Peshev        | 16 de enero de 2025                         | En el cargo |         |         |       |
| Medio Ambiente y Aguas               |            | Manol Genov        | 16 de enero de 2025                         | En el cargo |         |         |       |
| Salud                                |            | Silvi Kirilov      | 16 de enero de 2025                         | En el cargo |         |         |       |
| Trabajo y Asuntos Sociales           |            | Borislav Gutsanov  | 16 de enero de 2025                         | En el cargo |         |         |       |
| Transportes y Comunicaciones         |            | Tomislav Donchev   | 16 de enero de 2025                         | En el cargo |         |         |       |
| Turismo                              |            | Miroslav Borshosh  | 16 de enero de 2025                         | En el cargo |         |         |       |